# Fiat Vanzic
El Fiat Vanzic es un automóvil concepto de la marca italiana Fiat presentado en el año 1995 en el Salón del Automóvil de Ginebra, desarrollado por el Centro Ricerche Fiat.

## Características
En 1995 Fiat presentó un coche con sistema de propulsión híbrido-eléctrico, desarrollado sobre la base del prototipo Zic y construido con componentes ( aleaciones ligeras, materiales compuestos de polímeros) y tecnología de procesos (técnicas de moldeado bajo presión, procesos de soldadura en aluminio, procedimientos de cohesión) innovadores.
El Vanzic representa la segunda generación de prototipos eléctricos de Fiat, una minivan para uso principalmente urbano, impulsado por un motor eléctrico con la asistencia de un generador de energía térmica (un motor de 4 tiempos de 350 cc) para producir directamente en el automóvil parte de la electricidad necesaria para conducir, además de la almacenada en el sistema de baterías, a fin de aumentar el rango de operación de hasta 200 km continua, con un consumo medio de 4,3 litros de gasolina cada 100 km. La velocidad máxima declarada es de 105 km/h.